# Trzy zasady urzędnika
Trzy zasady urzędnika (niem. Beamten-Dreisatz) – zespół trzech frazesów, mających odzwierciedlać sformułowania nadużywane w biurokracji, spopularyzowany w 1960 r. przez Karla Augusta Bettermanna, niemieckiego prawnika, sędziego i naukowca. Obejmuje następujące zwroty:
1. Zawsze tak to robiliśmy!
2. Nigdy tego nie robiliśmy!
3. Gdyby tak każdy sobie chciał … , to by … !

Frazesy te wyrażają opór wobec zmiany, pojawiający się naturalnie, gdy w wątpliwość zostanie podana słuszność wzorców postępowania, dotychczas silnie zakorzenionych w danej organizacji. Przedmiotowe zwroty nie niosą za sobą żadnej argumentacji merytorycznej czy logicznej, jednak dzięki swojej zwięzłości i stanowczości potrafią ostatecznie rozstrzygnąć dyskusję na korzyść osoby ich używającej nawet pomimo tego, że osoba ta nie posiada żadnego uzasadnienia merytorycznego za swoim stanowiskiem. Tym samym trzy zasady urzędnika mieszczą się w kategorii thought-terminating clichés, zdefiniowanej przez Roberta Jay Liftona w jego pierwszej książce Thought Reform and the Psychology of Totalism.
Prowadzenie dyskusji z wykorzystaniem trzech zasad urzędnika jest przykładem redukcji dysonansu poznawczego.